# Luke Shaw
Luke Paul Hoare Shaw, född den 12 juli 1995, är en engelsk fotbollsspelare (försvarare) som spelar för Manchester United och det engelska landslaget.

## Klubbkarriär
Shaw började spela fotboll i Southamptons akademi. I januari 2012 gjorde han A-lagsdebut för klubben och i maj samma år skrev han på sitt första proffskontrakt.
Den 27 juni 2014, köpte Manchester United honom i en affär värd runt £27 miljoner.

## Landslagskarriär
Den 12 maj 2014 blev Shaw uttagen till Roy Hodgsons 23-mannatrupp till VM 2014. Shaw fick en plats i truppen på grund av att den tidigare backen Ashley Cole pensionerat sig före VM. Han var Englands tredje yngsta spelare någonsin att spela i VM efter Theo Walcott och Michael Owen.

## Meriter
- UEFA Europa League: 2016/2017
- FA-cupen: 2015/16
- Engelska Ligacupen: 2016/2017
- Community Shield: 2016